# U.S. Men's Clay Court Championships 1997 - Qualificazioni singolare
Le qualificazioni del singolare  dell'U.S. Men's Clay Court Championships 1997 sono state un torneo di tennis preliminare per accedere alla fase finale della manifestazione. I vincitori dell'ultimo turno sono entrati di diritto nel tabellone principale. In caso di ritiro di uno o più giocatori aventi diritto a questi sono subentrati i lucky loser, ossia i giocatori che hanno perso nell'ultimo turno ma che avevano una classifica più alta rispetto agli altri partecipanti che avevano comunque perso nel turno finale.
Le qualificazioni del torneo U.S. Men's Clay Court Championships 1997 prevedevano 32 partecipanti di cui 4 sono entrati nel tabellone principale.

## Teste di serie
1. Lucas Arnold Ker (secondo turno)
2. Marcelo Charpentier (primo turno)
3. Assente
4. Kris Goossens (secondo turno)

1. Mark Knowles (ultimo turno)
2. Steve Bryan (primo turno)
3. Gianluca Pozzi (ultimo turno)
4. Luis Morejon (primo turno)

## Qualificati
1. Mark Merklein
2. Roberto Jabali

1. Wayne Black
2. Martín Rodríguez

## Tabellone

### Legenda
| - Q = Qualificato - WC = Wild card - LL = Lucky loser | - ALT = Alternate - SE = Special Exempt - PR = Protected Ranking | - w/o = Walkover - r = Ritirato - d = Squalificato |

### Sezione 1
|  | Primo turno   | Primo turno      | Primo turno      | Primo turno | Primo turno |  |  | Secondo turno | Secondo turno    | Secondo turno  | Secondo turno  | Secondo turno  |   |   | Ultimo turno | Ultimo turno  | Ultimo turno  | Ultimo turno | Ultimo turno |  |
|  |               |                  |                  |             |             |  |  |               |                  |                |                |                |   |   |              |               |               |              |              |  |
|  | 1             | Lucas Arnold Ker | Lucas Arnold Ker | 6           | 7           |  |  |               |                  |                |                |                |   |   |              |               |               |              |              |  |
|  |               | Ramón Delgado    | Ramón Delgado    | 3           | 5           |  |  | 1             | Lucas Arnold Ker | 7              | 4              | 4              |   |   |              |               |               |              |              |  |
|  | Mark Merklein | Mark Merklein    | Mark Merklein    | 6           | 7           |  |  |               | Mark Merklein    | 5              | 6              | 6              |   |   |              |               |               |              |              |  |
|  | Cecil Mamiit  | Cecil Mamiit     | Cecil Mamiit     | 4           | 6           |  |  |               |                  |                |                |                |   |   |              | Mark Merklein | Mark Merklein | 6            | 6            |  |
|  | Tommy Ho      | Tommy Ho         | Tommy Ho         | 6           | 7           |  |  |               |                  | 7              | Gianluca Pozzi | Gianluca Pozzi | 3 | 2 |              |               |               |              |              |  |
|  | Michael Sell  | Michael Sell     | Michael Sell     | 2           | 5           |  |  |               | Tommy Ho         | Tommy Ho       | 3              | 2              |   |   |              |               |               |              |              |  |
|  | 7             | Gianluca Pozzi   | 3                | 7           | 7           |  |  | 7             | Gianluca Pozzi   | Gianluca Pozzi | 6              | 6              |   |   |              |               |               |              |              |  |
|  |               | Dick Norman      | 6                | 5           | 6           |  |  |               |                  |                |                |                |   |   |              |               |               |              |              |  |

### Sezione 2
|  | Primo turno    | Primo turno         | Primo turno         | Primo turno         | Primo turno |  |  | Secondo turno  | Secondo turno  | Secondo turno  | Secondo turno  | Secondo turno  |   |   | Ultimo turno | Ultimo turno | Ultimo turno | Ultimo turno | Ultimo turno |  |
|  |                |                     |                     |                     |             |  |  |                |                |                |                |                |   |   |              |              |              |              |              |  |
|  |                | Wade McGuire        | Wade McGuire        | Wade McGuire        | 3           |  |  |                |                |                |                |                |   |   |              |              |              |              |              |  |
|  | 2              | Marcelo Charpentier | Marcelo Charpentier | Marcelo Charpentier | 4r          |  |  | Wade McGuire   | Wade McGuire   | Wade McGuire   | 6              | 6              |   |   |              |              |              |              |              |  |
|  | David Caldwell | David Caldwell      | David Caldwell      | 6                   | 6           |  |  | David Caldwell | David Caldwell | David Caldwell | 4              | 2              |   |   |              |              |              |              |              |  |
|  | Jerome Hanquez | Jerome Hanquez      | Jerome Hanquez      | 3                   | 2           |  |  |                |                |                |                |                |   |   | Wade McGuire | Wade McGuire | Wade McGuire | 4            | 4            |  |
|  | David Rikl     | David Rikl          | David Rikl          | 6                   | 6           |  |  |                |                | Roberto Jabali | Roberto Jabali | Roberto Jabali | 6 | 6 |              |              |              |              |              |  |
|  | Miguel Pastura | Miguel Pastura      | Miguel Pastura      | 1                   | 3           |  |  | David Rikl     | David Rikl     | 3              | 7              | 3              |   |   |              |              |              |              |              |  |
|  |                | Roberto Jabali      | Roberto Jabali      | 7                   | 6           |  |  | Roberto Jabali | Roberto Jabali | 6              | 6              | 6              |   |   |              |              |              |              |              |  |
|  | 8              | Luis Morejon        | Luis Morejon        | 6                   | 2           |  |  |                |                |                |                |                |   |   |              |              |              |              |              |  |

### Sezione 3
|  | Primo turno          | Primo turno          | Primo turno          | Primo turno    | Primo turno |  |  | Secondo turno  | Secondo turno  | Secondo turno  | Secondo turno | Secondo turno |   |   | Ultimo turno | Ultimo turno | Ultimo turno | Ultimo turno | Ultimo turno |  |
|  |                      |                      |                      |                |             |  |  |                |                |                |               |               |   |   |              |              |              |              |              |  |
|  | Eduardo Medica       | Eduardo Medica       | Eduardo Medica       | Eduardo Medica | 2           |  |  |                |                |                |               |               |   |   |              |              |              |              |              |  |
|  | Mariano Hood         | Mariano Hood         | Mariano Hood         | Mariano Hood   | 0r          |  |  | Eduardo Medica | Eduardo Medica | 6              | 1             | 3             |   |   |              |              |              |              |              |  |
|  | Grant Doyle          | Grant Doyle          | Grant Doyle          | 6              | 6           |  |  | Grant Doyle    | Grant Doyle    | 2              | 6             | 6             |   |   |              |              |              |              |              |  |
|  | Gabriel Trifu        | Gabriel Trifu        | Gabriel Trifu        | 3              | 3           |  |  |                |                |                |               |               |   |   | Grant Doyle  | Grant Doyle  | 6            | 3            | 4            |  |
|  | Wayne Black          | Wayne Black          | Wayne Black          | 6              | 6           |  |  |                |                | Wayne Black    | Wayne Black   | 4             | 6 | 6 |              |              |              |              |              |  |
|  | Christopher Pressley | Christopher Pressley | Christopher Pressley | 3              | 2           |  |  | Wayne Black    | Wayne Black    | Wayne Black    | 7             | 6             |   |   |              |              |              |              |              |  |
|  |                      | Jimy Szymanski       | Jimy Szymanski       | 7              | 6           |  |  | Jimy Szymanski | Jimy Szymanski | Jimy Szymanski | 6             | 1             |   |   |              |              |              |              |              |  |
|  | 6                    | Steve Bryan          | Steve Bryan          | 5              | 2           |  |  |                |                |                |               |               |   |   |              |              |              |              |              |  |

### Sezione 4
|  | Primo turno         | Primo turno         | Primo turno      | Primo turno | Primo turno |  |  | Secondo turno | Secondo turno    | Secondo turno | Secondo turno | Secondo turno |   |   | Ultimo turno | Ultimo turno     | Ultimo turno | Ultimo turno | Ultimo turno |  |
|  |                     |                     |                  |             |             |  |  |               |                  |               |               |               |   |   |              |                  |              |              |              |  |
|  | 4                   | Kris Goossens       | Kris Goossens    | 6           | 7           |  |  |               |                  |               |               |               |   |   |              |                  |              |              |              |  |
|  |                     | Maurice Ruah        | Maurice Ruah     | 1           | 6           |  |  | 4             | Kris Goossens    | 7             | 2             | 3             |   |   |              |                  |              |              |              |  |
|  | Martín Rodríguez    | Martín Rodríguez    | Martín Rodríguez | 6           | 6           |  |  |               | Martín Rodríguez | 5             | 6             | 6             |   |   |              |                  |              |              |              |  |
|  | John van Lottum     | John van Lottum     | John van Lottum  | 4           | 0           |  |  |               |                  |               |               |               |   |   |              | Martín Rodríguez | 6            | 7            | 6            |  |
|  | Glenn Weiner        | Glenn Weiner        | 4                | 6           | 6           |  |  |               |                  | 5             | Mark Knowles  | 7             | 5 | 4 |              |                  |              |              |              |  |
|  | Mashiska Washington | Mashiska Washington | 6                | 3           | 4           |  |  |               | Glenn Weiner     | Glenn Weiner  | 4             | 4             |   |   |              |                  |              |              |              |  |
|  | 5                   | Mark Knowles        | Mark Knowles     | 7           | 6           |  |  | 5             | Mark Knowles     | Mark Knowles  | 6             | 6             |   |   |              |                  |              |              |              |  |
|  |                     | Sulieman Ladipo     | Sulieman Ladipo  | 6           | 3           |  |  |               |                  |               |               |               |   |   |              |                  |              |              |              |  |